# Dzieża

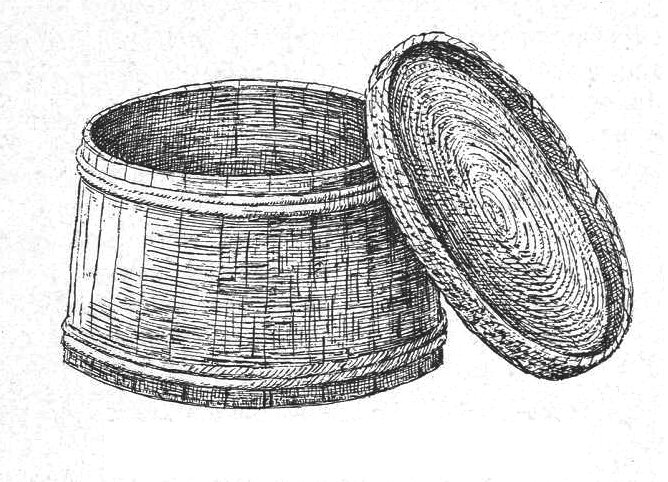
Dzieża z pokrywą

Dzieża – naczynie służące do rozczyniania mąki i wyrastania ciasta chlebowego. Wykonane było z drewnianych klepek (najczęściej lipowych, świerkowych lub najwyżej cenionych – dębowych) i obręczy. Szersze u dołu niż u góry. Dzieża zwykle była bez wieka, ale czasem spotykało się wieko (pokrywę) wyplecione ze słomy.
Do pieczenia chleba nie zużywano całego rozczynionego ciasta. W dzieży pozostawiano jego niewielką ilość, która służyła do zakwaszenia nowego ciasta do następnego wypieku. Tę pozostałość na Mazowszu i Podlasiu nazywano „zakwaskiem”, „zaczynem” lub „bątką”.
Rzemieślnikiem wykonującym dzieże był bednarz. Słowo „dzieża” występuje w wielu językach słowiańskich.